# Enicospilus lictus
Enicospilus lictus là một loài tò vò trong họ Ichneumonidae.